# Wilhelm Dröscher (Statistiker)
Wilhelm Ulrich Theodor Dröscher (* 25. November 1860 in Schwerin; † 11. Februar 1939 ebenda) war Statistiker und Mitglied des Deutschen Reichstags.

## Leben
Wilhelm Dröscher wurde als Sohn des Buchbinders August Dröscher (* 1819) und dessen Frau Dorothee (* 1821) in Schwerin geboren. Er besuchte von 1866 bis 1870 die Bürgerschule seiner Vaterstadt, danach bis 1878 das Großherzogliche Realgymnasium daselbst und schließlich bis 1881 die Universität Leipzig, wo er im Sommer 1881 promoviert wurde. Danach folgte ein mehrjähriger Aufenthalt in England. Von 1884 bis 1885 war er an der Universität Rostock. Er bereiste Frankreich, Norwegen, Russland, Österreich und absolvierte 1886 das Oberlehrerexamen. Im Oktober 1886 trat er beim Großherzoglichen Realgymnasium zu Schwerin den Dienst und war bis 1900 Oberlehrer daselbst. Vom 1. Oktober 1900 bis 1918 war er Direktor des Großherzoglich mecklenburg-schwerinschen Statistischen Amtes in Schwerin.
Dröscher war Leutnant der Landwehr, Vorsitzender der Meisterprüfungskommission für das mecklenburgische Handwerk, Vorsitzender des Mecklenburgischen Fischerei-Vereins und Vorstandsmitglied des Deutschen Fischerei-Vereins. Auch war er Herausgeber der Fischerei-Zeitung und Verfasser verschiedener Schriften fischereilichen Inhalts. Er war Träger des Königlich Preußischen Kronenordens III. Klasse und der Landwehrdienstauszeichnung II. Klasse.
Von 1903 bis November 1904 und von 1907 bis 1912 war er Mitglied des Deutschen Reichstags für den Reichstagswahlkreis Großherzogtum Mecklenburg-Schwerin 2 (Schwerin, Wismar) und die Deutschkonservative Partei. Im November 1904 erklärte die Wahlprüfungskommission des Reichstages die Wahl Dröschers für ungültig.
Nach 1918 war er geschäftsführendes Vorstandsmitglied des Reichsverbandes der deutschen See- und Küstenfischerei.